# Litsea muelleri
Litsea muelleri är en lagerväxtart som beskrevs av Alfred Rehder. Litsea muelleri ingår i släktet Litsea och familjen lagerväxter. Inga underarter finns listade i Catalogue of Life.